# التطرف الراديكالي

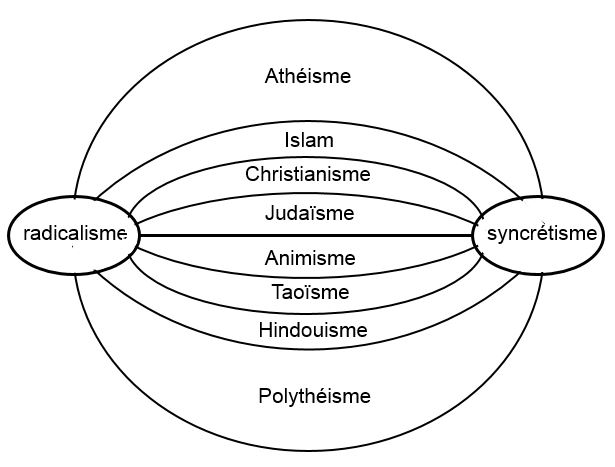

التطرف (أو الراديكالية) هو عملية يتبنى بواسطتها فرد أو جماعة المثل العليا والتطلعات السياسية والاجتماعية والدينية المتطرفة التي ترفض أو تقوض الوضع الراهن أو الأفكار والتعبيرات المعاصرة للأمة. تتشكل نتائج التطرف من خلال أفكار المجتمع ككل؛ على سبيل المثال، يمكن أن ينشأ التطرف من إجماع اجتماعي واسع ضد التغييرات التقدمية في المجتمع أو من رغبة واسعة في التغيير في المجتمع. يمكن أن يكون التطرف عنيفًا وغير عنيف، على الرغم من أن معظم الكتابات الأكاديمية تركز على التطرف إلى التطرف العنيف.  هناك مسارات متعددة تشكل عملية التطرف، والتي يمكن أن تكون مستقلة ولكن عادة ما يعزز بعضها بعضًا. 
يزيد التطرف الذي يحدث عبر مسارات متعددة لكن مقوية لبعضها البعض من قدرة  المجموعة على التحمل وخطورتها. علاوة على ذلك، من خلال المساومة على قدرتها على الاندماج في مجتمع غير راديكالي والمشاركة في اقتصاد وطني عصري، فإن التطرف بمثابة نوع من الفخ الاجتماعي الذي لا يمنح الأفراد أي مكان آخر يذهبون إليه لتلبية احتياجاتهم المادية والروحية.
لقد فرض العلماء عددًا من العوامل المسببة للتطرف العنيف: الفقر، المظالم الاجتماعية والاقتصادية، التدين المتشدد، عدم التعليم أو الاستبعاد من إبداء الرأي، واضطهاد الدولة. من بين الباحثين الذين يدرسون نوع الجنس، المرأة والإرهاب، كان التركيز على شرح الدوافع الفردية عند النساء المتطرفات، بدلاً من دراسة ديناميكيات القوة بين الجنسين في انتشار التطرف العنيف.
على المستوى الفردي، كثيراً ما يكون لدى مرتكبي ما يسمى بالهجمات الإرهابية «الذئب الوحيد» عاملاً مشتركاً وهو ارتكابهم مسبقًا للعنف ضد المرأة. لاحظ الباحثون والممارسون الذين يقومون بتحليل التطرف الاستمرارية وعوامل مشتركة من العنف، الخوف والسيطرة في كل من العنف المنزلي والإرهاب. من الناحية السياسية، هناك تداخل بين كره النساء وسياسة المحافظين في الجماعات الأصولية الدينية والمتطرفة العنيفة. من خلال فهم الدوافع الجنسانية للعنف، قد نتمكن من عزل مرتكبي العنف المحتملين للتطرف والتركيز بشكل أكثر دقة على البرامج التي تسعى إلى منع التطرف للعنف. الآن فقط بدأت الأبحاث التجريبية في تحليل الصلات بين التطرف العنيف والجنس، وبالتالي بين كره النساء والعنف ضد المرأة والتطرف العنيف.